# Фёлькерзам, Арминий Евгеньевич фон
Барон Арминий Евгеньевич фон Фелькерзам (нем. Magnus Conrad Armin von Fölkersam; 4 апреля 1861, Рига, Российская империя — 7 (20) декабря 1917, Борго, Российская империя) — искусствовед, коллекционер, художник-создатель экслибрисов, генеалог, хранитель Галереи драгоценностей Императорского Эрмитажа, камергер Его Величества. Потомок древнего лифляндского дворянского рода Фёлькерзамов. 
Отец Адриана фон Фелькерзама.

## Биография
Родился 4 апреля 1861 года в Риге в семье Евгения фон Фелькерзама; мать происходила из рода фон Фитингоф-Шель.
Воспитывался в Митавском пансионе; затем учился в Либавской гимназии (1877—1881) и на юридическом факультете Дерптского университета (1881—1886).
В марте 1887 года начал службу чиновником при прокуроре Судебной палаты и Законодательного отделения Министерства юстиции. В 1889—1891 годах служил в Тифлисе; в 1890 году совершил поездку по Абхазии.
Выйдя в отставку, в течение 1891—1893 годов путешествовал по Германии, Австрии, Франции, Испании и Италии; изучал прикладное искусство в музеях и частных коллекциях; историю и геральдику. После возвращения в Россию активно участвовал в работе Общества истории и древностей, писал статьи по геральдике, генеалогии, искусству и литературе Курляндии; в 1894—1902 годах был комиссаром по генеалогии Курляндии.
В 1893 году он создал свой первый экслибрис для великого князя Николая Александровича. Всего им было создано «около 40 книжных знака».
В 1902 году, по протекции старшего хранителя Императорского Эрмитажа Эдуарда фон Ленца был принят в штат Эрмитажа на должность хранителя Отдела драгоценностей. В 1909 году стал заместителем директора Эрмитажа. В ноябре 1915 года подал прошение об отставке.
Умер в Борге 7 (20) декабря 1917 года.
Был женат дважды: с 28 марта 1889 года (до 1904; развод) — на Софи Элизабет фон Эттлингер (1867—?); с 20 октября 1912 года — на Анне Никифоровне Манцевич. В первом браке имел дочь — Андреа-Александра, в замужестве Стегман (1897—?). сын от второго брака — Адриан фон Фёлькерзам (1914—1945).